# 湿式製錬
湿式製錬（しっしきせいれん、または湿式冶金）は、金属を鉱石から取り出す手法の一つである。湿式製錬は金属製錬工学の一分野であり、鉱石や精鉱、リサイクル原料、残渣から金属を回収するために水溶液の化学を利用するものである。湿式製錬以外の金属の化学的な処理技術としては、乾式製錬や揮発製錬、溶融塩電解がある。湿式製錬は、典型的には以下の3つの分野から構成される。
- 浸出（リーチング）
- 浸出液の濃縮と浄液
- 金属採取と化合物採取

## 浸出
浸出は、有用な金属を含む原料に水溶液を接触させて、有用な金属を抽出することを指す。浸出溶媒は、pHや酸化還元電位、キレート剤の有無、温度といった条件を、狙った金属が水溶液中に溶け出す速度や範囲、選択性が最適になるように調整されている。キレート剤を使うことで、選択的にある金属を抽出しやすくなる。このようなキレート剤は、シッフ塩基のアミンであることが多い。
基本的な浸出方法として、インシチュリーチング、ヒープリーチング(野積浸出)、
バットリーチング(浸透浸出)、タンクリーチング、オートクレーブリーチング(加圧浸出)の5つがある。

### インシチュリーチング
インシチュリーチングはsolution miningとも呼ばれる。インシチュリーチングでは、最初の鉱床に穴をあける。続いて発破や水圧破砕などで浸出液の流れる間隙を作る。浸出液は鉱床にポンプで注入され、鉱石と浸出液が接触する。浸出液は集められて処理される。Beverleyウラン鉱床やジンバブエのTrojam鉱山がインシチュリーチングの例として知られている。

### ヒープリーチング
ヒープリーチングでは、破砕された鉱石(加えて造粒されることもある)は非透水性の層の上に積み上げられる。積み上げた鉱石の上から浸出液を噴霧し、浸出液が下向きに流れて行くようにする。鉱石は、貴液(有用な金属が溶け出した溶液)を集めて次工程に送液できるように、パンの上に積み上げられることが多い。例として金青化法の利用が挙げられる。破砕された鉱石は、シアン化ナトリウム水溶液で空気の存在下で浸出される。これにより、金が浸出し脈石を残渣として残すことができる。

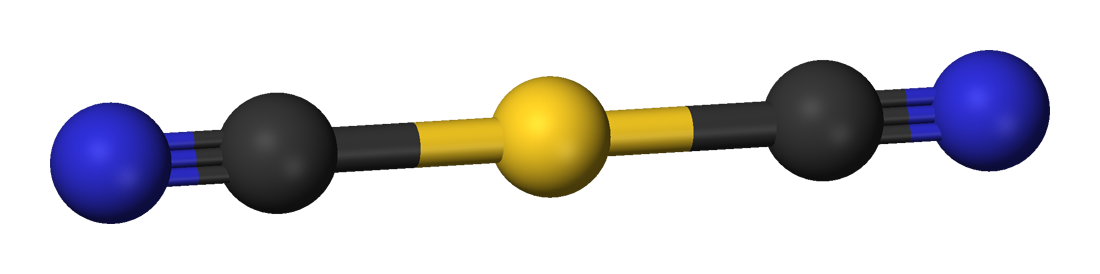
[Au(CN)_{2}]^{−}の球棒モデル

### バットリーチング
バットリーチングは破砕され分級された鉱石を、大きな浸透浸出槽内で浸出液と接触させる。

### タンクリーチング
攪拌機のついたタンクを用いることから、攪拌浸出法とも呼ばれる。破砕され分級された鉱石を、浸出液と一緒に攪拌槽に入れ、鉱石に浸出液を接触させる。
攪拌することで物質移動が大きくなり、反応速度が増加する。攪拌槽を複数の反応槽で構成することも多い。

### オートクレーブリーチング
反応槽としてオートクレーブを利用し、高温条件にすることで反応速度を大きくする。
また、オートクレーブを利用することで、系内にガスを供給して反応させることも可能になる。
かつて、焼き取り法に比べ鉱害発生の可能性が低いことから、硫黄の湿式製錬(蒸気製錬ともいう)に利用されていた。

## 浸出液の濃縮と浄液
浸出した後、浸出液中の回収したい金属イオン濃縮される必要がある。加えて不純物となる金属イオンは除去する必要がある。
- 沈殿は回収したい金属イオンや多量に含まれる不純物である金属イオンを、化合物として選択的に回収する手法である。例えばニッケル浸出液では、不純物である銅を硫化物として沈殿させて除去する。
- 置換採取 (セメンテーション)は、酸化還元反応により金属イオンを金属にし析出させる方法である。良く見られる事例としては、銅イオンの水溶液に鉄スクラップを投入する。そうすると、鉄が溶解して金属銅が析出する例がある。
- 溶媒抽出
- イオン交換
- ガス還元: ニッケルとアンモニアの溶液を水素ガスで還元し、金属ニッケル粉を得る例がある。
- 電解採取は、高コストである電解を利用できるような貴金属の分離に利用される。金の電解採取の例がある。

## 溶媒抽出
溶媒抽出では、希釈剤に抽出剤を混合させ、これを使って水溶液相から有機溶媒相に金属を
抽出する方法である。溶媒抽出において、この有機溶媒相はorganicと呼ばれることが多い。希釈剤がある種の油であるからである。
PLS (貴液)は有機溶媒とよく混合し、静置して密度差で分離する。このとき、抽出剤と金属が反応し、金属は水溶液相から有機溶媒相へ移行する。これにより、金属を含んだ有機溶媒相と、抽残液である水溶液相が得られる。電解採取を利用する場合には、金属を含んだ有機溶媒相を希薄な電解液と混合・分離する。その上で、水溶液相に金属を移行させる。これにより、逆抽出された有機溶媒相と、金属を含んだ水溶液相が得られる。有機溶媒相は溶媒抽出工程に再利用し、金属を含まない水溶液相は浸出工程で再利用し、金属を含んだ水溶液相は電解採取で処理される。

## イオン交換
キレート剤や天然ゼオライト、活性炭、樹脂、キレート剤を混合した有機溶媒が、
水溶液中の陰イオンや陽イオンを交換するのに利用される。

## 金属採取と化合物採取
金属採取は湿式製錬の最後の工程である。原材料として販売可能な品質の金属が、金属採取工程だけで得られることが多い。しかし、超高品位の金属の場合など、さらに精製が必要な場合もある。金属採取の手法には、主に電解とガス還元、沈殿がある。例えば、湿式製錬の対象となることの多い銅の場合、電解により採取されることが多い。Cu2+は比較的おだやかなポテンシャルで還元することができ、不純物であるFe2+やZn2+は析出しないためである。

### 電解
電解採取が金属採取に、電解精製が純金属の製造に用いられる。
電解採取は水溶液中に溶解した金属を陰極に析出させる。
電解精製では、陽極の金属を酸化させて溶出させ、それを陰極で析出させる。

### 沈殿
目的の金属やその化合物、あるいは不純物を水溶液相から化学反応により沈殿させる。沈殿は、薬剤の添加や水の蒸発、pH変化、温度変化などの操作によって進行する。いずれも物質の水への溶解度を超えた分が沈殿する。